# Buszra
Buszra – miasto w Jordanii, w muhafazie Irbid. W 2015 roku liczyło 19 444 mieszkańców.